# Stola (Karosseriebauer)

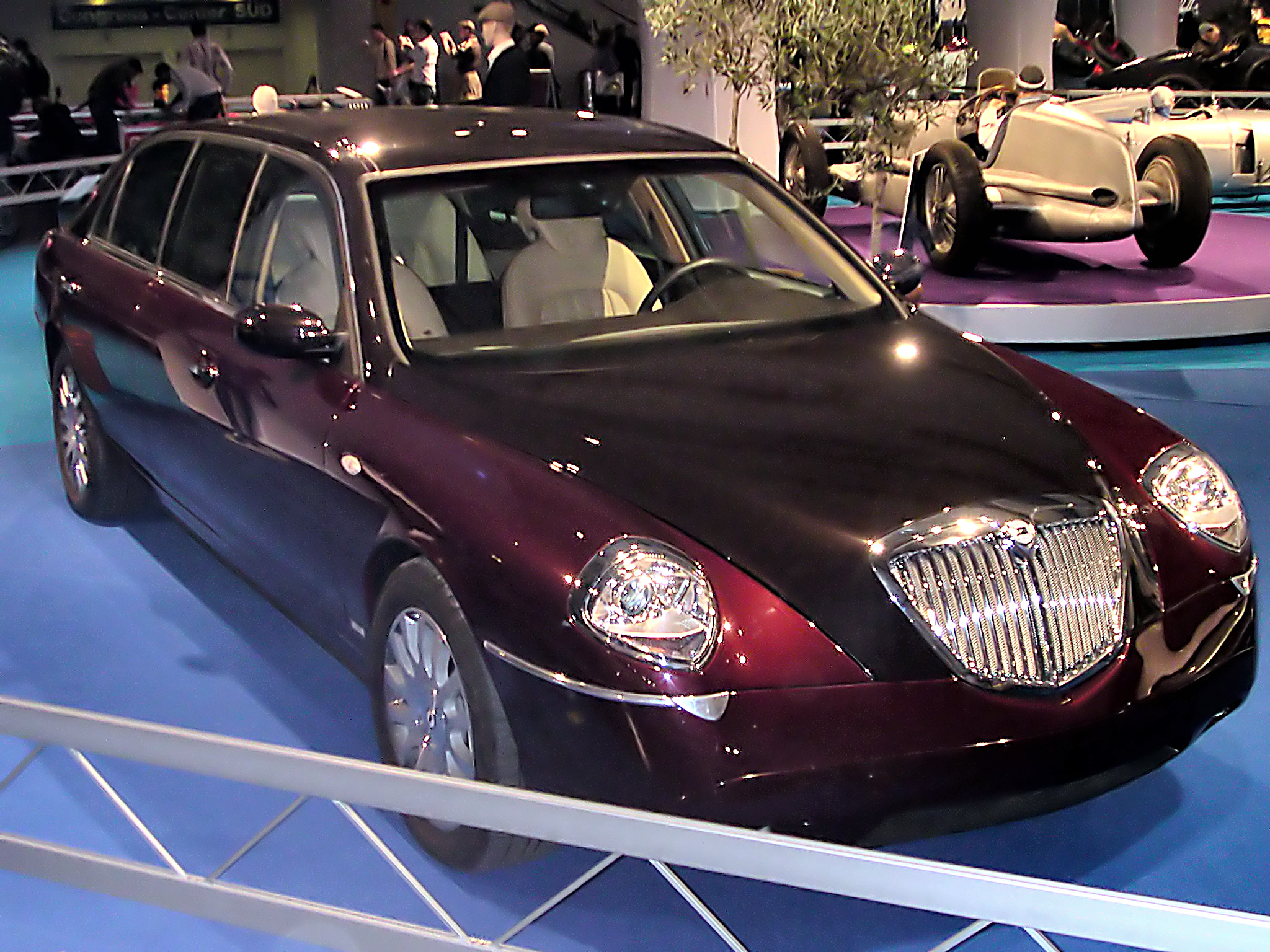
Stola S 85

Stola ist ein Karosseriebauer aus Turin (Italien). Neben exklusiven Sonderkarosserien wurden in den letzten Jahren vermehrt Prototypen und Concept Cars gefertigt, beispielsweise im Jahr 2005 der Maybach Exelero. Zum 85. Firmenjubiläum 2004 wurde der Stola S 85 auf Basis des Lancia Thesis vorgestellt.

## Fahrzeuge, Konzeptfahrzeuge
- Stola Cinquecento Cita (1992)
- Stola Panda Destriero (1992)
- Mercedes-Benz F200 Imagination Concept, made by Stola (1996)
- Stola Dedica Concept (1996/1998 ?)
- Abarth-Stola Monotipo (1998)
- Mercedes-Benz Vision SLA Concept, made by Stola ? (2000)
- Stola S81 Concept (2000)
- Stola S82 Concept (2001)
- Stola GTS Concept (2003)
- Stola S85 (Lancia Thesis) (2004)
- Maybach Exelero, made by Stola (2005)
- Stola S86 Diamond Concept
- Stola Falcon Concept (2007)
- Stola Mollino Concept (2007)